# Heteropelma szepligetii
Heteropelma szepligetii är en stekelart som beskrevs av Bajari 1964. Heteropelma szepligetii ingår i släktet Heteropelma och familjen brokparasitsteklar. Inga underarter finns listade i Catalogue of Life.